# Deutsche Meisterschaften im Biathlon 2012
Die Deutschen Meisterschaften im Biathlon 2012 wurden vom 13. bis 16. September 2012 in der Sparkassen-Arena Osterzgebirge in Altenberg und vom 20. bis 23. September 2012 in der DKB-Ski-Arena in Oberhof ausgetragen.

## Zeitplan
Die Deutschen Meisterschaften im Biathlon und der Deutschlandpokal im Skilanglauf fanden gleichzeitig in Oberhof statt. Am 22. September 2012 stand ein gemeinsames Freistil-Rennen auf dem Wettkampfprogramm.
| Datum               | Männer | Männer                                  | Frauen                                  | Frauen                                  |
| ------------------- | ------ | --------------------------------------- | --------------------------------------- | --------------------------------------- |
| Altenberg           |        |                                         |                                         |                                         |
| 13. September (Do.) | 10:00  | Training                                | 13:00                                   | Training                                |
| 14. September (Fr.) | 11:00  | Mixed-Staffel (1 × 6 km und 2 × 7,5 km) | Mixed-Staffel (1 × 6 km und 2 × 7,5 km) | Mixed-Staffel (1 × 6 km und 2 × 7,5 km) |
| 15. September (Sa.) | 11:00  | Sprint                                  | 14:00                                   | Sprint                                  |
| 16. September (So.) | 11:00  | Verfolgung                              | 14:00                                   | Verfolgung                              |
| Oberhof             |        |                                         |                                         |                                         |
| 20. September (Do.) | 13:30  | Training                                | 10:30                                   | Training                                |
| 21. September (Fr.) | 14:00  | Einzel                                  | 11:00                                   | Einzel                                  |
| 22. September (Sa.) | 12:30  | Freistil                                | 11:00                                   | Freistil                                |
| 23. September (So.) | 14:00  | Massenstart                             | 11:00                                   | Massenstart                             |

## Pokalwertung
Für jedes der insgesamt sechs Rennen wurden ähnlich wie beim Weltcup Punkte vergeben, die als Summe in eine separate Pokalwertung einflossen. Bei den Männern kamen die ersten 25 Plätze pro Disziplin in die Wertung, bei den Frauen die ersten 15 Plätze. Ausländische Teilnehmer, die als Gäste an den Start gingen, wurden nicht berücksichtigt.
| Punkteverteilung | Männer | Männer | Männer | Männer | Männer | Männer | Männer | Männer | Männer | Männer | Männer | Männer | Männer | Männer | Männer | Männer | Männer | Männer | Männer | Männer | Männer | Männer | Männer | Männer | Männer | Frauen | Frauen | Frauen | Frauen | Frauen | Frauen | Frauen | Frauen | Frauen | Frauen | Frauen | Frauen | Frauen | Frauen | Frauen |
| ---------------- | ------ | ------ | ------ | ------ | ------ | ------ | ------ | ------ | ------ | ------ | ------ | ------ | ------ | ------ | ------ | ------ | ------ | ------ | ------ | ------ | ------ | ------ | ------ | ------ | ------ | ------ | ------ | ------ | ------ | ------ | ------ | ------ | ------ | ------ | ------ | ------ | ------ | ------ | ------ | ------ |
| Platzierung      | 1      | 2      | 3      | 4      | 5      | 6      | 7      | 8      | 9      | 10     | 11     | 12     | 13     | 14     | 15     | 16     | 17     | 18     | 19     | 20     | 21     | 22     | 23     | 24     | 25     | 1      | 2      | 3      | 4      | 5      | 6      | 7      | 8      | 9      | 10     | 11     | 12     | 13     | 14     | 15     |
| Punkte           | 30     | 26     | 24     | 22     | 21     | 20     | 19     | 18     | 17     | 16     | 15     | 14     | 13     | 12     | 11     | 10     | 9      | 8      | 7      | 6      | 5      | 4      | 3      | 2      | 1      | 20     | 16     | 14     | 12     | 11     | 10     | 9      | 8      | 7      | 6      | 5      | 4      | 3      | 2      | 1      |

## Männer

### Einzel (20 km)
| Platz | Sportler       | Verein                   | Landesverband     | Schießfehler | Zeit    |
| ----- | -------------- | ------------------------ | ----------------- | ------------ | ------- |
| 1     | Erik Lesser    | SV Eintracht Frankenhain | Thüringen         | 0+0+0+2      | 49:00,0 |
| 2     | Tom Barth      | TuS Dippoldiswalde       | Sachsen           | 0+1+0+0      | +2:29,9 |
| 3     | Arnd Peiffer   | WSV Clausthal-Zellerfeld | Niedersachsen     | 0+2+2+0      | +2:39,9 |
| 4     | Florian Graf   | WSV Eppenschlag          | Bayern            | 2+1+0+0      | +2:46,1 |
| 5     | Benjamin König | WSV Scheibe-Alsbach      | Thüringen         | 0+1+1+0      | +3:18,2 |
| 6     | Michael Greis  | SK Nesselwang            | Bayern            | 0+3+0+1      | +3:29,3 |
| 7     | Hannes Schandl | SC Wallgau               | Bayern            | 0+0+1+1      | +3:43,3 |
| 8     | Alexander Wolf | WSV Oberhof 05           | Thüringen         | 2+2+0+0      | +4:15,0 |
| 9     | Manuel Müller  | SC Oberstdorf            | Bayern            | 0+1+0+2      | +4:26,2 |
| 10    | Benedikt Doll  | SZ Breitnau              | Baden-Württemberg | 2+2+0+1      | +4:31,9 |

### Sprint (10 km)
| Platz | Sportler           | Verein                   | Landesverband     | Schießfehler | Zeit    |
| ----- | ------------------ | ------------------------ | ----------------- | ------------ | ------- |
| 1     | Michael Rösch      | SSV Altenberg            | Sachsen           | 0+0          | 24:28,7 |
| 2     | Arnd Peiffer       | WSV Clausthal-Zellerfeld | Niedersachsen     | 1+0          | +4,1    |
| 3     | Benedikt Doll      | SZ Breitnau              | Baden-Württemberg | 1+1          | +45,2   |
| 4     | Michael Greis      | SK Nesselwang            | Bayern            | 1+1          | +47,7   |
| 5     | Michael Willeitner | SK Berchtesgaden         | Bayern            | 0+3          | +1:35,8 |
| 6     | Roman Rees         | SV Schauinsland          | Baden-Württemberg | 0+2          | +1:40,5 |
| 7     | Alexander Wolf     | WSV Oberhof 05           | Thüringen         | 1+1          | +1:45,9 |
| 8     | Tom Barth          | TuS Dippoldiswalde       | Sachsen           | 1+0          | +1:46,1 |
| 9     | Florian Graf       | WSV Eppenschlag          | Bayern            | 2+1          | +1:51,1 |
| 10    | Robin Kiel         | SV Eintracht Frankenhain | Thüringen         | 0+1          | +2:09,5 |

### Verfolgung (12,5 km)
| Platz | Sportler           | Verein                   | Landesverband     | Schießfehler | Zeit    |
| ----- | ------------------ | ------------------------ | ----------------- | ------------ | ------- |
| 1     | Arnd Peiffer       | WSV Clausthal-Zellerfeld | Niedersachsen     | 1+1+1+1      | 34:58,1 |
| 2     | Michael Rösch      | SSV Altenberg            | Sachsen           | 0+0+3+2      | +30,8   |
| 3     | Erik Lesser        | SV Eintracht Frankenhain | Thüringen         | 0+0+1+0      | +57,4   |
| 4     | Florian Graf       | WSV Eppenschlag          | Bayern            | 1+0+1+1      | +1:22,5 |
| 5     | Benedikt Doll      | SZ Breitnau              | Baden-Württemberg | 0+1+2+3      | +1:42,3 |
| 6     | Michael Greis      | SK Nesselwang            | Bayern            | 2+0+3+2      | +1:51,5 |
| 7     | Roman Rees         | SV Schauinsland          | Baden-Württemberg | 1+0+1+1      | +1:53,9 |
| 8     | Michael Willeitner | SK Berchtesgaden         | Bayern            | 0+2+1+0      | +2:03,4 |
| 9     | Robin Kiel         | SV Eintracht Frankenhain | Thüringen         | 0+0+2+2      | +2:31,5 |
| 10    | Manuel Müller      | SC Oberstdorf            | Bayern            | 0+1+1+1      | +2:45,5 |

### Massenstart (15 km)
| Platz | Sportler        | Verein                   | Landesverband | Schießfehler | Zeit    |
| ----- | --------------- | ------------------------ | ------------- | ------------ | ------- |
| 1     | Florian Graf    | WSV Eppenschlag          | Bayern        | 0+0+0+0      | 38:17,4 |
| 2     | Erik Lesser     | SV Eintracht Frankenhain | Thüringen     | 1+0+1+1      | +28,2   |
| 3     | Michael Greis   | SK Nesselwang            | Bayern        | 1+0+2+2      | +1:03,7 |
| 4     | Peter Hoffmann  | SSV Altenberg            | Sachsen       | 1+0+0+0      | +1:03,9 |
| 5     | Johannes Kühn   | WSV Reit im Winkl        | Bayern        | 2+0+2+1      | +1:13,8 |
| 6     | Arnd Peiffer    | WSV Clausthal-Zellerfeld | Niedersachsen | 1+0+1+1      | +1:24,8 |
| 7     | Hannes Schandl  | SC Wallgau               | Bayern        | 1+0+1+1      | +1:34,8 |
| 8     | Fabian Bekelaer | SV Bayerisch Eisenstein  | Bayern        | 1+1+1+1      | +1:36,5 |
| 9     | Alexander Wolf  | WSV Oberhof 05           | Thüringen     | 1+1+1+2      | +1:36,6 |
| 10    | Robin Kiel      | SV Eintracht Frankenhain | Thüringen     | 1+1+1+1      | +1:38,7 |

### Freistil (15 km)
| Platz | Sportler             | Verein                   | Landesverband     | Zeit    |
| ----- | -------------------- | ------------------------ | ----------------- | ------- |
| 1     | Tobias Angerer       | SC Vachendorf            | Bayern            | 31:20,7 |
| 2     | Jens Filbrich        | SV Eintracht Frankenhain | Thüringen         | +20,8   |
| 3     | Sebastian Eisenlauer | SC Sonthofen             | Bayern            | +49,7   |
| 4     | Tim Tscharnke        | SV Biberau               | Thüringen         | +1:00,4 |
| 5     | Hannes Dotzler       | SC Sonthofen             | Bayern            | +1:04,1 |
| 6     | Philipp Marschall    | Rhöner WSV               | Thüringen         | +1:14,3 |
| 7     | Andreas Katz         | SV Baiersbronn           | Baden-Württemberg | +1:15,7 |
| 8     | Michael Greis        | SK Nesselwang            | Bayern            | +1:22,3 |
| 9     | Arnd Peiffer         | WSV Clausthal-Zellerfeld | Niedersachsen     | +1:22,8 |
| 10    | Lucas Bögl           | SC Gaißach               | Bayern            | +1:35,2 |

### Pokalwertung
| Platz | Sportler           | Verein                   | Landesverband     | Rennen | Rennen | Rennen | Rennen | Rennen | Rennen | Summe |
| Platz | Sportler           | Verein                   | Landesverband     | 1      | 2      | 3      | 4      | 5      | 6      | Summe |
| ----- | ------------------ | ------------------------ | ----------------- | ------ | ------ | ------ | ------ | ------ | ------ | ----- |
| 1     | Florian Graf       | WSV Eppenschlag          | Bayern            | 30     | 18     | 26     | 22     | 22     | 30     | 148   |
| 2     | Arnd Peiffer       | WSV Clausthal-Zellerfeld | Niedersachsen     | 24     | 30     | 24     | 24     | 24     | 20     | 146   |
| 3     | Erik Lesser        | SV Eintracht Frankenhain | Thüringen         | 26     | 8      | 30     | 30     | 19     | 26     | 139   |
| 4     | Michael Greis      | SK Nesselwang            | Bayern            | 22     | 24     | 11     | 20     | 26     | 24     | 127   |
| 5     | Benedikt Doll      | SZ Breitnau              | Baden-Württemberg | 19     | 26     | 14     | 16     | 18     | 13     | 106   |
| 6     | Tom Barth          | TuS Dippoldiswalde       | Sachsen           | 12     | 19     | 13     | 26     | 14     | 14     | 98    |
| 7     | Michael Willeitner | SK Berchtesgaden         | Bayern            | 14     | 22     | 19     | 11     | 20     | 12     | 98    |
| 8     | Alexander Wolf     | WSV Oberhof 05           | Thüringen         | 18     | 20     | 3      | 18     | 17     | 17     | 93    |
| 9     | Johannes Kühn      | WSV Reit im Winkl        | Bayern            | 20     | 1      | 15     | 15     | 12     | 21     | 84    |
| 10    | Christoph Stephan  | WSV Oberhof 05           | Thüringen         | 16     | 15     | 8      | 9      | 21     | 15     | 84    |

## Frauen

### Einzel (15 km)
| Platz | Sportlerin           | Verein                   | Landesverband | Schießfehler | Zeit    |
| ----- | -------------------- | ------------------------ | ------------- | ------------ | ------- |
| 1     | Nadine Horchler      | SC Willingen             | Hessen        | 0+0+1+0      | 48:46,2 |
| 2     | Andrea Henkel        | Großbreitenbacher SV     | Thüringen     | 0+1+2+0      | +55,2   |
| 3     | Franziska Hildebrand | WSV Clausthal-Zellerfeld | Niedersachsen | 0+2+0+0      | +1:52,4 |
| 4     | Tina Bachmann        | SG Stahl Schmiedeberg    | Sachsen       | 1+1+1+2      | +2:35,3 |
| 5     | Carolin Leunig       | WSV Clausthal-Zellerfeld | Niedersachsen | 2+0+0+0      | +2:47,9 |
| 6     | Janin Hammerschmidt  | SK Winterberg            | Westfalen     | 1+0+1+1      | +2:56,4 |
| 7     | Carolin Hennecke     | SC Willingen             | Hessen        | 1+2+0+3      | +3:07,5 |
| 8     | Stefanie Hildebrand  | WSV Clausthal-Zellerfeld | Niedersachsen | 0+0+2+1      | +3:43,6 |
| 9     | Nicole Wötzel        | SG Klotzsche             | Sachsen       | 1+0+1+2      | +3:54,5 |
| 10    | Maren Hammerschmidt  | SK Winterberg            | Westfalen     | 2+1+1+2      | +4:29,8 |

### Sprint (7,5 km)
| Platz | Sportlerin              | Verein                     | Landesverband     | Schießfehler | Zeit    |
| ----- | ----------------------- | -------------------------- | ----------------- | ------------ | ------- |
| 1     | Tina Bachmann           | SG Stahl Schmiedeberg      | Sachsen           | 1+0          | 23:13,9 |
| 2     | Carolin Hennecke        | SC Willingen               | Hessen            | 1+0          | +9,8    |
| 3     | Andrea Henkel           | Großbreitenbacher SV       | Thüringen         | 0+0          | +12,3   |
| 4     | Nadine Horchler         | SC Willingen               | Hessen            | 1+0          | +39,1   |
| 5     | Nicole Wötzel           | SG Klotzsche               | Sachsen           | 0+0          | +58,5   |
| 6     | Maren Hammerschmidt     | SK Winterberg              | Westfalen         | 0+2          | +1:05,5 |
| 7     | Franziska Preuß         | SC Haag                    | Bayern            | 0+0          | +1:16,7 |
| 8     | Evi Sachenbacher-Stehle | WSV Reit im Winkl          | Bayern            | 1+2          | +1:41,9 |
| 9     | Annika Knoll            | SV Friedenweiler-Rudenberg | Baden-Württemberg | 0+0          | +1:50,8 |
| 10    | Stefanie Hildebrand     | WSV Clausthal-Zellerfeld   | Niedersachsen     | 0+1          | +2:03,1 |

### Verfolgung (10 km)
| Platz | Sportlerin              | Verein                     | Landesverband     | Schießfehler | Zeit    |
| ----- | ----------------------- | -------------------------- | ----------------- | ------------ | ------- |
| 1     | Tina Bachmann           | SG Stahl Schmiedeberg      | Sachsen           | 1+0+2+0      | 32:39,3 |
| 2     | Andrea Henkel           | Großbreitenbacher SV       | Thüringen         | 1+0+1+1      | +58,3   |
| 3     | Nadine Horchler         | SC Willingen               | Hessen            | 1+1+1+0      | +2:03,5 |
| 4     | Stefanie Hildebrand     | WSV Clausthal-Zellerfeld   | Niedersachsen     | 0+0+1+0      | +2:26,2 |
| 5     | Evi Sachenbacher-Stehle | WSV Reit im Winkl          | Bayern            | 1+0+3+0      | +2:35,3 |
| 6     | Carolin Hennecke        | SC Willingen               | Hessen            | 2+4+2+0      | +2:46,9 |
| 7     | Nicole Wötzel           | SG Klotzsche               | Sachsen           | 1+1+1+0      | +2:48,9 |
| 8     | Karolin Horchler        | WSV Clausthal-Zellerfeld   | Niedersachsen     | 0+1+0+1      | +3:05,1 |
| 9     | Franziska Hildebrand    | WSV Clausthal-Zellerfeld   | Niedersachsen     | 0+0+2+2      | +3:15,1 |
| 10    | Annika Knoll            | SV Friedenweiler-Rudenberg | Baden-Württemberg | 0+0+1+0      | +3:53,3 |

### Massenstart (12,5 km)
| Platz | Sportlerin              | Verein                   | Landesverband     | Schießfehler | Zeit    |
| ----- | ----------------------- | ------------------------ | ----------------- | ------------ | ------- |
| 1     | Andrea Henkel           | Großbreitenbacher SV     | Thüringen         | 0+1+0+0      | 37:59,2 |
| 2     | Nadine Horchler         | SC Willingen             | Hessen            | 1+0+0+0      | +8,7    |
| 3     | Maren Hammerschmidt     | SK Winterberg            | Westfalen         | 0+1+1+0      | +46,7   |
| 4     | Juliane Döll            | WSV Oberhof 05           | Thüringen         | 0+2+0+0      | +56,5   |
| 5     | Stefanie Hildebrand     | WSV Clausthal-Zellerfeld | Niedersachsen     | 1+0+2+1      | +1:41,1 |
| 6     | Evi Sachenbacher-Stehle | WSV Reit im Winkl        | Bayern            | 2+1+1+1      | +1:54,1 |
| 7     | Franziska Hildebrand    | WSV Clausthal-Zellerfeld | Niedersachsen     | 0+2+1+1      | +2:07,5 |
| 8     | Janin Hammerschmidt     | SK Winterberg            | Westfalen         | 1+1+2+0      | +2:15,2 |
| 9     | Carolin Leunig          | WSV Clausthal-Zellerfeld | Niedersachsen     | 1+0+0+1      | +2:18,6 |
| 10    | Miriam Behringer        | SC Todtnau               | Baden-Württemberg | 1+0+0+1      | +2:28,9 |

### Freistil (10 km)
| Platz | Sportlerin              | Verein                        | Landesverband     | Zeit    |
| ----- | ----------------------- | ----------------------------- | ----------------- | ------- |
| 1     | Katrin Zeller           | SC Oberstdorf                 | Bayern            | 28:19,1 |
| 2     | Denise Herrmann         | WSC Erzgebirge Oberwiesenthal | Sachsen           | +13,2   |
| 3     | Evi Sachenbacher-Stehle | WSV Reit im Winkl             | Bayern            | +40,2   |
| 4     | Selina Gasparin         | SC Gardes-Frontière           | Schweiz           | +42,8   |
| 5     | Andrea Henkel           | Großbreitenbacher SV          | Thüringen         | +52,6   |
| 6     | Sandra Ringwald         | ST Schonach-Rohrhardsberg     | Baden-Württemberg | +54,3   |
| 7     | Carolin Hennecke        | SC Willingen                  | Hessen            | +56,1   |
| 8     | Nadine Horchler         | SC Willingen                  | Hessen            | +1:00,5 |
| 9     | Monique Siegel          | WSC Erzgebirge Oberwiesenthal | Sachsen           | +1:07,9 |
| 10    | Megan Heinicke          | BC High Performance Biathlon  | Kanada            | +1:08,4 |

### Pokalwertung
| Platz | Sportlerin              | Verein                   | Landesverband | Rennen | Rennen | Rennen | Rennen | Rennen | Rennen | Summe |
| Platz | Sportlerin              | Verein                   | Landesverband | 1      | 2      | 3      | 4      | 5      | 6      | Summe |
| ----- | ----------------------- | ------------------------ | ------------- | ------ | ------ | ------ | ------ | ------ | ------ | ----- |
| 1     | Andrea Henkel           | Großbreitenbacher SV     | Thüringen     | 9      | 14     | 14     | 16     | 16     | 20     | 89    |
| 2     | Nadine Horchler         | SC Willingen             | Hessen        | 12     | 12     | 9      | 20     | 12     | 16     | 81    |
| 3     | Tina Bachmann           | SG Stahl Schmiedeberg    | Sachsen       | 20     | 20     | 20     | 12     |        |        | 72    |
| 4     | Evi Sachenbacher-Stehle | WSV Reit im Winkl        | Bayern        | 16     | 8      | 12     | 4      | 20     | 10     | 70    |
| 5     | Franziska Hildebrand    | WSV Clausthal-Zellerfeld | Niedersachsen | 14     | 5      | 10     | 14     | 9      | 9      | 61    |
| 6     | Carolin Hennecke        | SC Willingen             | Hessen        | 11     | 16     | 6      | 9      | 14     | 4      | 60    |
| 7     | Stefanie Hildebrand     | WSV Clausthal-Zellerfeld | Niedersachsen | 7      | 6      | 16     | 8      | 3      | 11     | 51    |
| 8     | Maren Hammerschmidt     | SK Winterberg            | Westfalen     | 5      | 10     |        | 6      | 10     | 14     | 45    |
| 9     | Nicole Wötzel           | SG Klotzsche             | Sachsen       | 10     | 11     | 8      | 7      | 5      | 1      | 42    |
| 10    | Janin Hammerschmidt     | SK Winterberg            | Westfalen     | 3      | 4      |        | 10     | 8      | 8      | 33    |

## Mixed

### Staffel (1 × 6 km und 2 × 7,5 km)
| Platz | Staffel / Sportler(in)  | Verein                   | Landesverband     | Strafrunden | Zeit    |
| ----- | ----------------------- | ------------------------ | ----------------- | ----------- | ------- |
| 1     | BSV I                   |                          |                   | 0+0         | 57:47,9 |
|       | Evi Sachenbacher-Stehle | WSV Reit im Winkl        | Bayern            | 0+0         | 18:25,7 |
|       | Michael Greis           | SK Nesselwang            | Bayern            | 0+0         | 20:04,0 |
|       | Florian Graf            | WSV Eppenschlag          | Bayern            | 0+0         | 19:18,2 |
| 2     | TSV I                   |                          |                   | 0+2         | +1:19,1 |
|       | Andrea Henkel           | Großbreitenbacher SV     | Thüringen         | 0+0         | 18:43,5 |
|       | Erik Lesser             | SV Eintracht Frankenhain | Thüringen         | 0+0         | 19:45,9 |
|       | Christoph Stephan       | WSV Oberhof 05           | Thüringen         | 0+2         | 20:37,6 |
| 3     | SVS I                   |                          |                   | 0+2         | +1:46,4 |
|       | Tina Bachmann           | SG Stahl Schmiedeberg    | Sachsen           | 0+0         | 18:21,8 |
|       | Tom Barth               | TuS Dippoldiswalde       | Sachsen           | 0+0         | 20:50,9 |
|       | Michael Rösch           | SSV Altenberg            | Sachsen           | 0+2         | 20:21,6 |
| 4     | NSV I                   |                          |                   | 0+0         | +1:47,7 |
|       | Franziska Hildebrand    | WSV Clausthal-Zellerfeld | Niedersachsen     | 0+0         | 18:25,7 |
|       | Daniel Böhm             | SC Buntenbock            | Niedersachsen     | 0+0         | 21:10,1 |
|       | Arnd Peiffer            | WSV Clausthal-Zellerfeld | Niedersachsen     | 0+0         | 19:59,8 |
| 5     | TSV II                  |                          |                   | 0+0         | +2:18,6 |
|       | Juliane Döll            | WSV Oberhof 05           | Thüringen         | 0+0         | 18:45,0 |
|       | Alexander Wolf          | WSV Oberhof 05           | Thüringen         | 0+0         | 20:19,1 |
|       | Benjamin König          | WSV Scheibe-Alsbach      | Thüringen         | 0+0         | 21:02,4 |
| 6     | BSV II                  |                          |                   | 0+0         | +2:19,6 |
|       | Franziska Preuß         | SC Haag                  | Bayern            | 0+0         | 19:27,0 |
|       | Matthias Bischl         | SV Söchering             | Bayern            | 0+0         | 20:25,6 |
|       | Johannes Kühn           | WSV Reit im Winkl        | Bayern            | 0+0         | 20:14,9 |
| 7     | SBW I                   |                          |                   | 0+1         | +3:42,3 |
|       | Miriam Behringer        | SC Todtnau               | Baden-Württemberg | 0+0         | 20:12,6 |
|       | Benedikt Doll           | SZ Breitnau              | Baden-Württemberg | 0+1         | 20:16,7 |
|       | Tobias Hermann          | SC Gütenbach             | Baden-Württemberg | 0+0         | 21:00,9 |
| 8     | SBW II                  |                          |                   | 0+1         | +3:42,4 |
|       | Helena Gnädinger        | SC Todtnau               | Baden-Württemberg | 0+0         | 19:40,1 |
|       | Roman Rees              | SV Schauinsland          | Baden-Württemberg | 0+0         | 20:10,1 |
|       | Lukas Rombach           | SC Wehr                  | Baden-Württemberg | 0+1         | 21:40,1 |
| 9     | BSV III                 |                          |                   | 1+0         | +4:39,1 |
|       | Iris Grandl             | SC Bergen                | Bayern            | 0+0         | 20:40,0 |
|       | Michael Willeitner      | SK Berchtesgaden         | Bayern            | 0+0         | 20:40,0 |
|       | Fabian Bekelaer         | SV Bayerisch Eisenstein  | Bayern            | 1+0         | 21:07,0 |
| 10    | SVS II                  |                          |                   | 2+1         | +6:16,5 |
|       | Nicole Wötzel           | SG Klotzsche             | Sachsen           | 0+0         | 18:42,0 |
|       | Peter Hoffmann          | SSV Altenberg            | Sachsen           | 0+0         | 21:37,1 |
|       | Robert Kadner           | SSV Altenberg            | Sachsen           | 2+1         | 23:45,3 |